# Niña amada mía
Niña amada mía es una telenovela mexicana producida por Angelli Nesma para Televisa en el año 2003. Es una adaptación de la telenovela venezolana Las amazonas, original de César Miguel Rondón. Es la primera telenovela de Televisa en grabarse en alta definición.
Protagonizada por Karyme Lozano, Sergio Goyri, Mayrín Villanueva, Otto Sirgo, Ludwika Paleta y Julio Mannino, con las participaciones antagónicas de Mercedes Molto, Juan Pablo Gamboa y Eric del Castillo.

## Argumento
Clemente Soriano es un hombre poderoso que lo tiene todo en la vida: es millonario, tiene tres hijas hermosas y recientemente se ha casado con Karina, su joven y atractiva secretaria. Sin embargo, su pasado está lleno de oscuros secretos, y la aparente felicidad en la que vive pronto se verá amenazada por su viejo enemigo, Octavio Uriarte, que es arquitecto. La familia Uriarte odia a Clemente, ya que lo culpan de la muerte de Servando, hermano de Octavio e hijo de Doña Socorro. Servando y Clemente eran socios y amigos hasta que Clemente lo traicionó; Servando murió de dolor y Clemente aprovechó la situación para además robarle el amor de su viuda. 
Isabela es la hija mayor de Clemente. Es una mujer joven, fuerte y decidida que adora a su padre, pero no le puede perdonar que se haya casado con Karina, de quien Isabela no se fía. Un día, Isabela casi atropella a un hombre con su coche. Este hombre resulta ser Víctor Izaguirre, el nuevo veterinario del rancho de Clemente. Isabela se enamora de Víctor a pesar de que ya está comprometida con César, un entrenador de caballos en el rancho. Cuando Isabela descubre que Víctor y Karina tienen una relación, sus celos la consumen por dentro y sufre terriblemente. Sin embargo, Víctor en verdad también ha sido víctima de las intrigas y manipulaciones de Karina, porque para él no hay otra mujer más que Isabela. 
Diana es la segunda hija de Clemente. Es muy insegura de sí misma y tiene algunas dudas sobre si su profesión como arquitecto es lo que realmente la hará feliz. Mauricio, un viejo amigo de la escuela de Arquitectura enamorado en secreto de ella, le presenta a su viejo profesor de la universidad, quien resulta ser Octavio Uriarte. A pesar del odio entre las dos familias, nace un gran amor entre Octavio y Diana. Pero Clemente, como era de esperarse, se opondrá férreamente a la relación e intentará destruirla. 
Carolina es la menor de las hermanas Soriano, quien recientemente ha regresado de los Estados Unidos donde ha estado estudiando. Para complacer a su madre, Rafael, un joven de buena familia pero desobligado e interesado, empieza a cortejarla con la aprobación de Clemente, únicamente interesado en el estatus económico y social que le brindará ser el esposo de una Soriano. Sin embargo, Carolina se enamora de su amigo de la infancia, Pablo, un muchacho pobre pero honesto quien es hijo de Paz, la nana de las hermanas Soriano y la única en la casa que conoce todos los secretos de Clemente.
Cuando Clemente se entera de que Carolina y Pablo están enamorados, se niega a aceptar la relación e inventa una mentira ruin diciéndoles a ambos que son hermanos. Desconsolada, Carolina se casa con Rafael. Paz, que sabe que el supuesto lazo que une a su hijo y Carolina es una absoluta mentira, se enfrenta a Clemente, pero él le dice que si no se calla su hijo va a sufrir las consecuencias. Debido a la mentira de su padre, la vida de Carolina junto a Rafael se convierte en un verdadero infierno, pues él ha llegado a abusar de su esposa.
Ahora las tres hermanas deberán luchar por su felicidad aunque tengan que enfrentarse a su padre, quien con sus intrigas y su obsesión para que nunca se sepa su secreto termina por destruir la vida de sus hijas, que son lo único que este ha tenido y tendrá durante toda su vida.

## Reparto
- Karyme Lozano - Isabela Soriano Rivera
- Sergio Goyri - Víctor Izaguirre
- Mayrín Villanueva - Diana Soriano Rivera
- Otto Sirgo - Octavio Uriarte
- Ludwika Paleta - Carolina Soriano Rivera
- Julio Mannino - Pablo Guzmán / Pablo Criollo Guzmán
- Eric del Castillo -  Clemente Soriano
- Mercedes Molto - Karina Sánchez de Soriano
- Juan Pablo Gamboa - César Fábregas / Armando Sánchez
- Roberto Palazuelos - Rafael Rincón del Valle
- Isaura Espinoza - Paz Guzmán de Criollo
- Roberto Ballesteros - Melchor Arrieta
- Antonio Medellín - Pascual Criollo
- Socorro Bonilla - Casilda de Criollo
- Eugenia Cauduro - Julia Moreno
- Rafael del Villar - Pedro Landeta
- Mariagna Prats - Pintora Mariagna Prats
- Luis Gatica -  Jorge Esparza
- Cecilia Gabriela - Consuelo Mendiola de Izaguirre
- Emilia Carranza - Socorro de Uriarte
- Norma Lazareno - Judith Alcázar de Rincón del Valle
- Patricia Martínez - Trinidad "Trini" Osuna
- Myrrah Saavedra - Gloria de Arrieta
- Roberto D'Amico - Lic. Juan Hurtado
- Arlette Pacheco - Zulema Contreras
- Ricardo Vera - Lic. Arizmendi
- Fernando Robles - Sr. Robles
- Óscar Traven - Lic. Óscar Alvarado
- Jan - Arq. Mauricio Barocio
- Janina Hidalgo - Ángeles
- Giovan D'Angelo - Arq. Edgar Toledo
- Yuliana Peniche - Luz Arrieta
- Jorge de Silva - Ringo
- Bibelot Mansur - Sofía "Chofi" Juárez Peña de Landeta
- Citalli Galindo - Dra. Susana Iturbide de Esparza
- Raúl Magaña - Danilo Duarte
- Óscar Ferreti - Horacio Rivero
- José Antonio Ferral - Pedro
- Ramiro Torres - Ignacio "Nacho" Fábregas Moreno
- María Fernanda Rodríguez - Ximena Izaguirre Mendiola
- Marijose Valverde - Pilar "Pili" Izaguirre Mendiola
- Lucía Leyba - Beatriz "Betty"
- Isaac Castro - José "Pepe" Mejía
- Víctor Luis Zúñiga - Juanito
- Víctor Noriega - Servando Uriarte
- Marisol Santacruz - Isabela Lucía Rivera vda. de Uriarte / de Soriano
- Rafael Amador - Agente Gustavo Pérez
- Sergio Sánchez - Agente Héctor Ibarra
- Fidel Zerda - Santos
- Rubén Morales - Teniente Manuel Arroyo
- Jorge Pascual Rubio - Teniente Luis Ochoa
- Florencia Ferret - Gladys
- Polly - Lic. Ibáñez
- José Luis Avendaño
- Francisco Avendaño
- Rosángela Balbó
- Maleni Morales
- Amparo Garrido
- Ismael Larumbe
- Alejandra Meyer
- Manuel Raviela
- Samuel Gallegos
- Héctor Ávila
- María Elena Sandoval
- Martha Ortiz
- Martha Tirado
- Ivonne Corona
- Leopoldo Frances
- Teodoro Acosta
- José Alfredo Castillo
- Cynthia Arvide
- Cristana Garay
- Ángel Klunder

## Producción
- Original de: César Miguel Rondón
- Adaptación: Gabriela Ortigoza
- Libreto: Gabriela Ortigoza, Juan Carlos Alcalá
- Edición literaria: Juan Carlos Tejeda
- Tema: Niña amada mía
- Letra y música: Jorge Macías Gómez "Massias"
- Intérprete: Alejandro Fernández
- Música original: Jorge Avendaño
- Escenografía y ambientación: Ángeles Márquez, Érika Sánchez
- Diseño de vestuario: Pablo Montes, Jannet Villagómez
- Jefe de producción foro: Juan Nápoles
- Jefe de producción locación: Eduardo Ricalo
- Gerente de producción: Luis Bonillas
- Gerente administrativo: Venustiano Pérez
- Coordinadora artística: Rosa María Maya
- Coordinación general: Paulina Viesca Azuela
- Musicalizador: Mario Barreto
- Director de diálogos: Aldo Monti
- Director de arte: Juan José Urbini
- Editores: Alfredo Juárez, Octavio López
- Director de cámaras 2ª unidad: Manuel Ángel Barajas
- Director de escena 2ª unidad: Claudio Reyes Rubio
- Productor asociado: J. Ignacio Alarcón
- Director de cámaras: Gilberto Macín
- Director de escena: Alfredo Gurrola
- Productora ejecutiva: Angelli Nesma Medina

## Premios

### Premios TVyNovelas 2003
| Categoría                  | Nominado(a)          | Resultado |
| -------------------------- | -------------------- | --------- |
| Mejor telenovela           | Angelli Nesma Medina | Nominada  |
| Mejor actriz protagónica   | Karyme Lozano        | Nominada  |
| Mejor actor protagónico    | Sergio Goyri         | Nominado  |
| Mejor villana              | Mercedes Molto       | Nominada  |
| Mejor villano              | Juan Pablo Gamboa    | Nominado  |
| Mejor actriz de reparto    | Eugenia Cauduro      | Ganadora  |
| Mejor primera actriz       | Emilia Carranza      | Nominada  |
| Mejor primer actor         | Eric del Castillo    | Nominado  |
| Mejor revelación femenina  | Mayrín Villanueva    | Ganadora  |
| Mejor revelación masculina | Julio Mannino        | Nominado  |
| Mejor dirección de escena  | Alfredo Gurrola      | Nominado  |

## Versiones
- Niña amada mía es un remake de la telenovela venezolana Las amazonas, producida por Venevisión en el año 1985 bajo la dirección de César Miguel Rondón y que contó con las actuaciones de Hilda Carrero, Corina Azopardo, Alba Roversi y Eduardo Serrano.
- La segunda versión fue la telenovela también venezolana Quirpa de tres mujeres, producida por Venevisión en el año 1996 y que contó con las actuaciones de Gabriela Spanic, Mónica Rubio y Fedra López.
- La tercera adaptación fue la telenovela Las Bandidas, producida por RTI para Televisa y RTI en 2013, grabada en su totalidad en Venezuela, que contó con las actuaciones de Ana Lucía Domínguez, Marco Méndez, Daniela Bascopé y Marjorie Magri.
- La cuarta adaptación fue la telenovela mexicana Las amazonas, producida por Salvador Mejía para Televisa en 2016 y que contó con las actuaciones de Danna García, Grettell Valdez y Mariluz Bermúdez.